# Jacob Carstensen
Jacob Carstensen (født 10. september 1978 i Kastrup) er en tidligere dansk elitesvømmer. Han har deltaget ved tre olympiske lege; 1996, 2000 og 2004. Jacob Carstensen svømmede i West Swim Esbjerg.
Hans favoritdisciplin var fri, og han vandt titlen som verdensmester i 400 m fri svømning ved VM på kortbane i 1997 i Göteborg.
Jacob Carstensen er nu (2007) aktiv på det danske livredningslandshold. Han deltog ved EM i livredning i foråret 2007, hvor han vandt bronze i disciplinen surfrace, og var med på holdet der vandt sølv i Taplin.